# 江崎グリコ
江崎グリコ株式会社（えざきグリコ、英: Ezaki Glico Co.,Ltd.）は、大阪府大阪市西淀川区歌島四丁目に本社を置く食品メーカーである。
コーポレートメッセージは“すこやかな毎日、ゆたかな人生”（英語表記は「Healthier days , Wellbeing for life」）。創業1世紀（≒100周年）を迎えた2022年（令和4年）2月11日付で新たなCIが導入されたのに合わせて改められた。
2015年10月1日に完全子会社だったグリコ乳業と経営統合し、菓子・食品・乳製品・健康食品などを製造・販売する総合食品メーカーとなった。社名はグリコーゲンに由来するという。
三和グループに属し、みどり会の会員企業である。

## 特徴

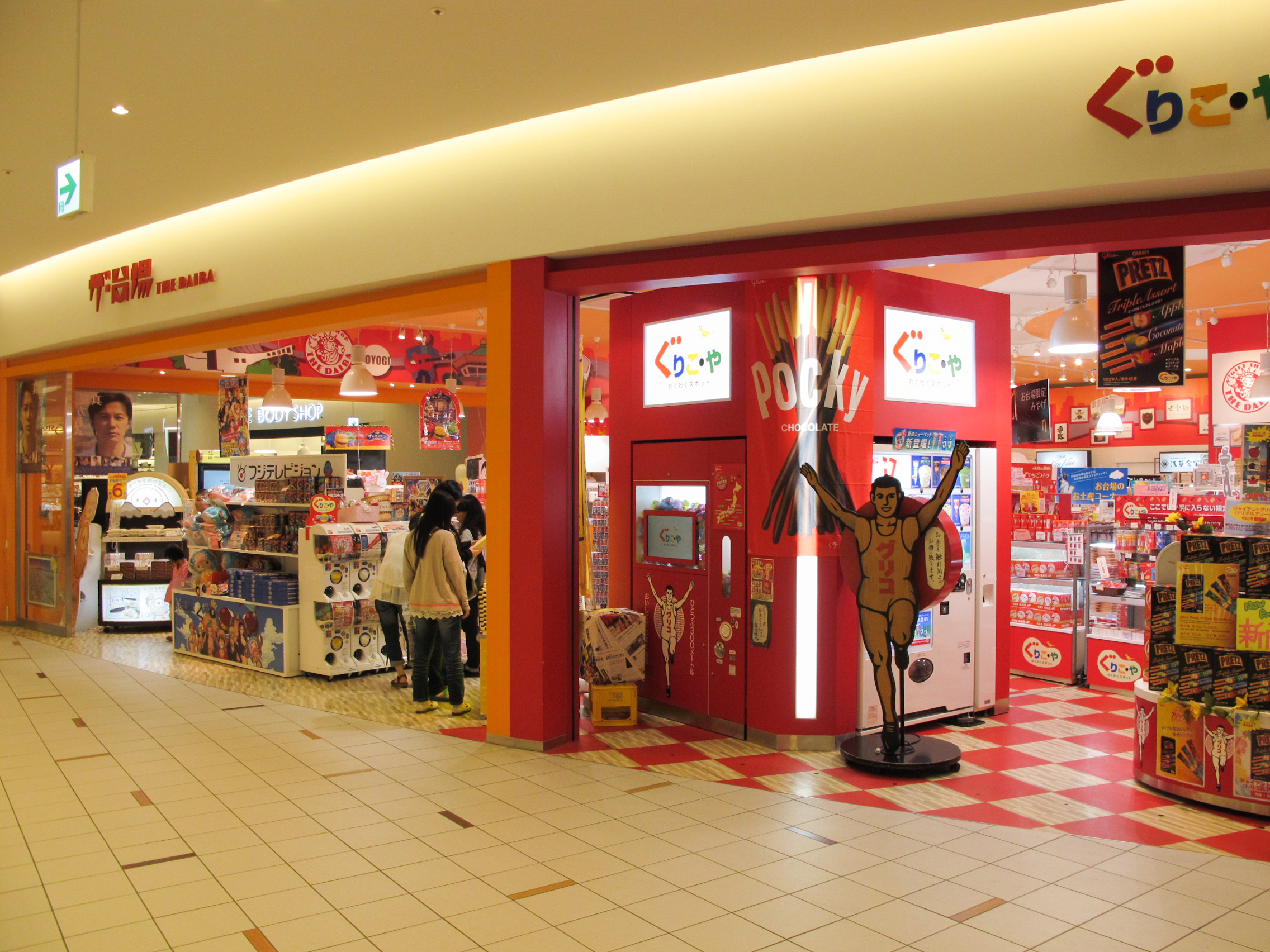
江崎グリコ東京台場ダイバーシティ東京

チョコレート、スナック菓子、ガム、アイスクリームなどの菓子類とグリコ乳業から継承した乳製品が主な商品だが、レトルト食品も多数発売している。また後発ではあるが、カレールーや炊き込みご飯の素、各種サプリメントといった食品事業も行っている。アイスクリームの自動販売機による直販事業「セブンティーンアイス」や、オフィス向け菓子直販事業の「オフィスグリコ」、またグリコ製品を取り扱う専門ショップ「ぐりこ・や」も運営している。過去には「グリコア」というファーストフード店を全国展開していた。
菓子類の競合メーカーとしては明治・ロッテ・森永製菓・不二家・ブルボンなど、食品類での競合メーカーにはハウス食品・明治・エスビー食品などが挙げられる。
メインバンクは三和銀行（現在：三菱UFJ銀行）であり、同行系列の親睦会であるみどり会に加盟している。また、創業者の江崎利一が松下幸之助と長年にわたり公私ともに親交があったという経緯よりパナソニックグループとも関係が深く、その縁で営業目的にパナソニック製品が採用されていることがある。
グループ会社にグリコ栄養食品、アイクレオがある。うち食肉・チルド食品部門は、グリコ栄養食品からグリコハム（現在：フードリエ）に分社されたが、グリコハムは江崎グリコが保有する株式をエスフーズに売却してグループを離脱した。
1984年のグリコ・森永事件以降は、全ての商品の包装が一度開封すると元に戻せないように設計されている。
ロングセラー商品の中には、ポッキー、プリッツ、ペロティ、パナップ、パピコ、カプリコなど、「パピプペポ」の音を含む商品名が多い。また取り扱い商品が余りにも多いため、商品の生産終了告知は一切しない方針を採っている。

## 広告活動

### 大阪・道頓堀

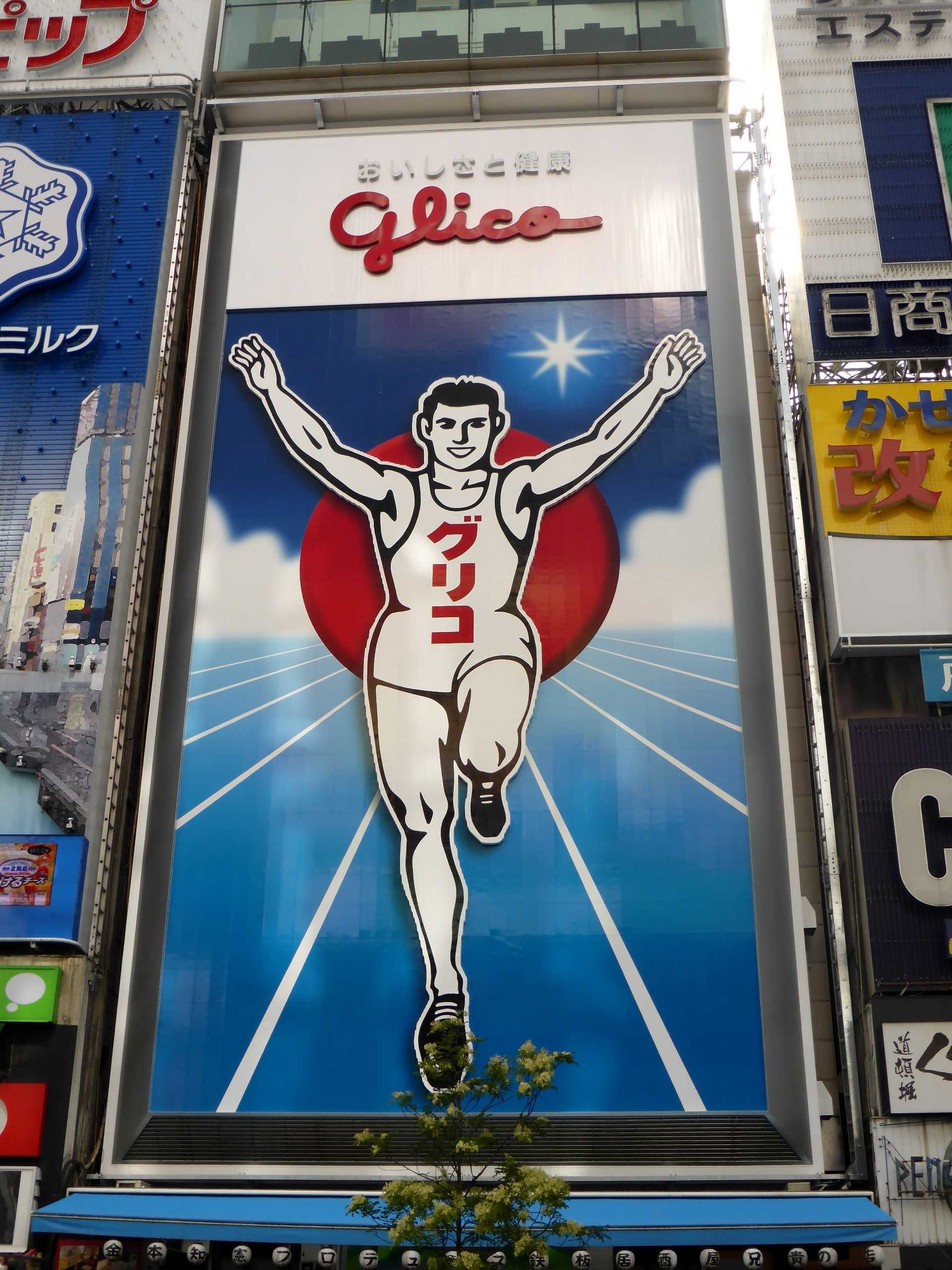
道頓堀の6代目グリコ看板

大阪市中央区の道頓堀に架かる戎橋脇に西日本最大級のネオンサイン（初代は1935年（昭和10年）点灯開始、現在は2014年（平成26年）10月点灯開始の6代目）を設置している。
男性が両手と片足を上げたポーズをしている絵柄は、同社が最初に発売したキャラメル菓子の「グリコ」のパッケージからとったもので、企業のシンボルにもなっており、「ゴールインマーク」と呼ばれる（一般には「グリコポーズ」と呼ばれる。グリコ (菓子)#マークを参照）。このマークは「グリコ」以外の当社及び子会社が手掛ける全商品のパッケージにもglicoロゴとは別の箇所に小さく表示されている。訪日外国人にとっては観光地、訪問先の大阪を象徴するもののひとつであり、折からのSNS上の写真の公開という流れの中で、海外でもビジネスを行う同社にとって、単なる屋外広告をはるかに超える広告物として、多大な効果を挙げている。

### その他
創業者の江崎利一が佐賀県出身ということもあってか、「サガ・ライトファンタジー」（毎年11月から1月中旬まで開催）の期間中、JR佐賀駅南口に道頓堀と同様のネオン看板が設置される。但し、道頓堀の物よりもはるかに小さく、バルーンの世界大会「佐賀インターナショナルバルーンフェスタ」の開催地に因んで背景にはバルーンが描かれているという相違点がある。また東京でも、渋谷スクランブル交差点の北東にある三千里薬局にも街頭ビジョン「グリコビジョン」（赤い壁面が目印）があり、オリジナルCMを放映している{{渋谷駅前グリコビジョンで流れるオリジナルCMは、雑誌「東京グラフィティ」とのコラボレーションによる。}}。
UCC上島珈琲や伊藤園と同じく宝塚歌劇団のスポンサーでもある（宝塚大劇場内に広告を設置しており、また宝塚歌劇の公演プログラムにも広告が掲載されている。以前は東京宝塚劇場内にも広告が設置されていた）。他には劇団四季のミュージカルにも協賛。Jリーグの清水エスパルスのスポンサーも1993年のリーグ開幕当時から務めている。
2010年（平成22年）12月から2011年（平成23年）2月までの3か月にわたり、日本全国47都道府県をワゴンで縦断するキャラバン『日本縦断グリコワゴン』が展開された。

テレビCMの最後に流れるグリコのサウンドロゴは、グリコ乳業のCMと共通であり、これは1992年の現行ロゴタイプ導入時より使用されている。当初のロゴ映像は全画面の白バックでglicoロゴの筆記アニメーションのみが表示されていたが、1996年頃に同ロゴ上部に「おいしさと健康」のスローガンが追加され、2002年頃に全画面の白バックをやめてCM映像の右下隅への表示に変更されたが、2021年頃に全画面の白バックが徐々に復活した。また、サウンドロゴは15秒用と30秒用で異なり、30秒用はやや間延びしたものになっている。創業100周年を迎えた2022年2月11日以降は、ロゴ上部のスローガンを「すこやかな毎日、ゆたかな人生」に変更した。

### 阪神甲子園球場
- 2005年から2016年までは阪神甲子園球場のバックネットフェンスの回転式看板に広告を入れていた。主にグリコの主力製品の広告が出されていた。また、バックスクリーン付近にも「グリコ」の広告を出していた{{阪神タイガースが優勝した2003年（平成15年）には公式戦での赤星憲広中堅手（現在は現役引退、野球解説者）のダイビングキャッチと、グリコポッキーの広告（当時、左中間の外野フェンスにあったもの）が一緒に映ったCMを放送した。映像はTigers-aiが撮影したものを使用した。}}。

## 沿革

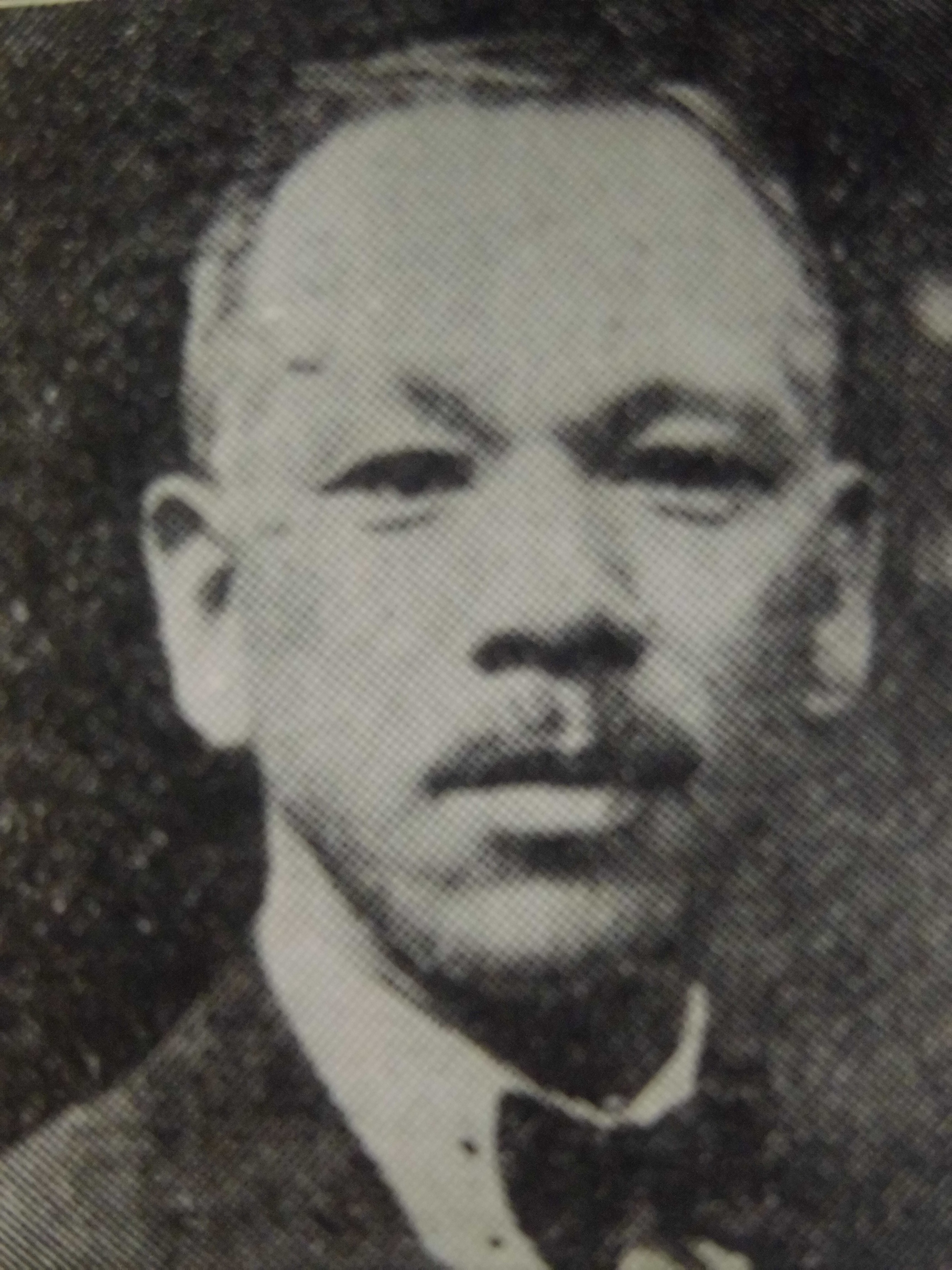
創業者江崎利一

- 1919年（大正8年） - 創業者である江崎利一がカキの煮汁からグリコーゲンを採取し、それをキャラメルの中に入れた栄養菓子「グリコ」を製作。
- 1921年（大正10年） - 江崎利一が大阪市西区にて合名会社江崎商店を設立。
- 1922年（大正11年）2月11日 - 大阪の三越百貨店で「グリコ」を発売。この日を「江崎グリコ創立記念日」と制定。
  - その後「グリコ」は「ひとつぶ300メートル」のキャッチコピーをつけられ、利一の「子供の二大楽しみ、食べることと遊ぶことを同時に満たす」の考えにより、おまけを同梱したことにより、大ヒット商品となった。
- 1927年（昭和2年） - おまけ付きグリコ発売。日本最初の食玩。
- 1929年（昭和4年） - 株式会社江崎に組織変更。
- 1933年（昭和8年） - 酵母菓子「ビスコ」発売。日本で最初の豆文広告が登場。
- 1934年（昭和9年）
  - 財団法人母子健康協会を設立。
  - 2月 - （初代）グリコ株式会社に商号変更。
- 1935年（昭和10年） - 大阪・ミナミ戎橋に巨大ネオン広告（初代、高さ33mのネオン塔）登場。
- 1943年（昭和18年）
  - 鉄材供出のため、大阪・戎橋の巨大ネオン広告を撤去。
  - 2月 - （初代）江崎グリコ株式会社に商号変更。
- 1949年（昭和24年）12月 - （2代目）グリコ株式会社に商号変更。
- 1955年（昭和30年） 
  - 「アーモンドグリコ」を発売。
  - 大阪・戎橋に巨大ネオン広告（2代目、砲弾型のデザインで下部に特設ステージがある）を設置。
  - 4月 - テレビ映画『せむしの子馬』（ソビエト連邦で製作された映画。この年に放送を開始したラジオ東京テレビ（KRテレビ、現：TBSテレビ）で放映された）で初の番組提供。
- 1956年（昭和31年） - グループ企業としてグリコ栄養食品、グリコ協同乳業（現在：グリコ乳業）設立。
- 1958年（昭和33年）
  - 「アーモンドチョコレート」を発売。
  - 1月 - （2代目）江崎グリコ株式会社に商号変更。

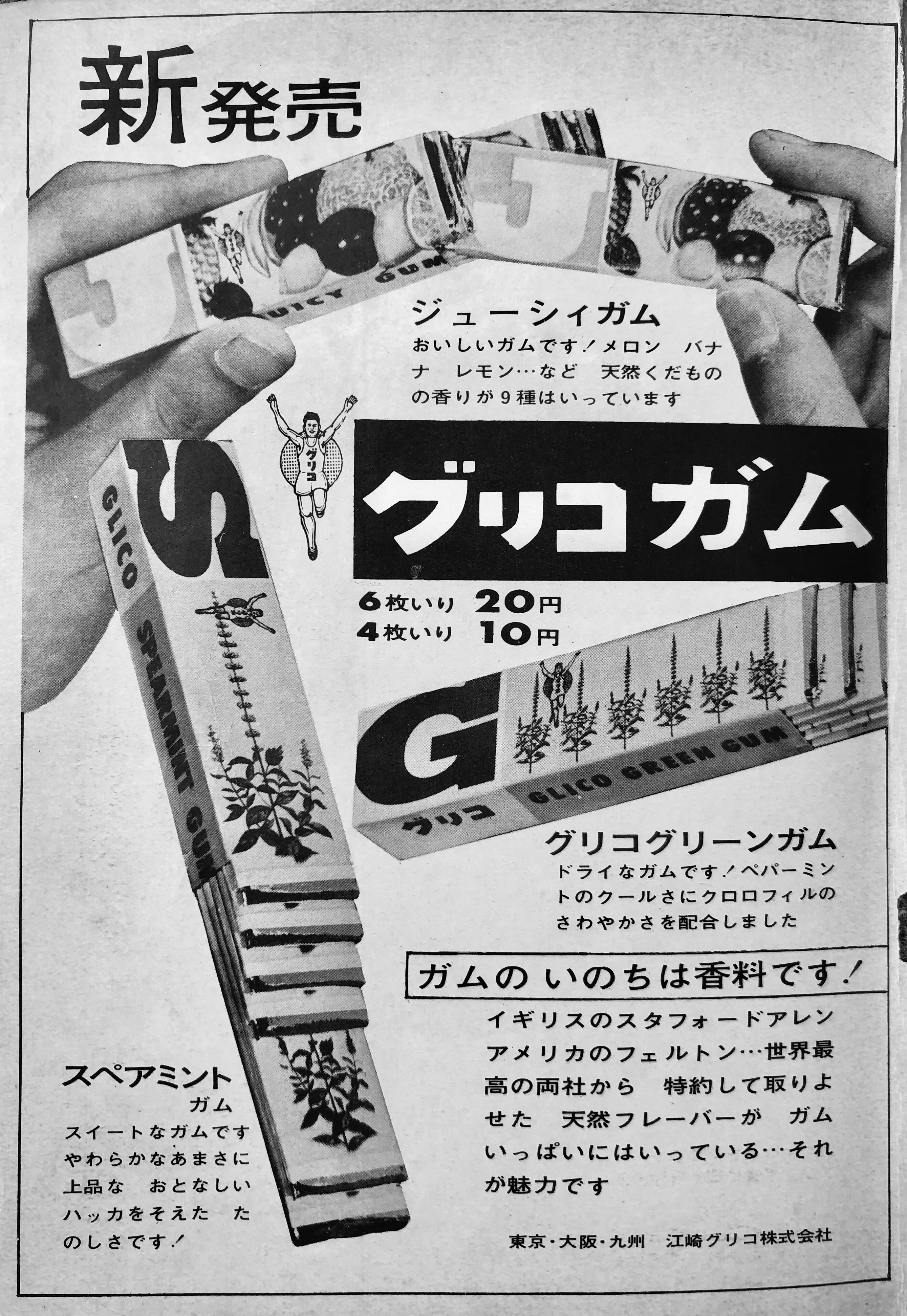
グリコガムの広告（1960年）

- 1960年（昭和35年） - 「ワンタッチカレー」を発売。
- 1962年（昭和37年） - 本社研究所を開設。
- 1963年（昭和38年）
  - 大阪・戎橋に巨大ネオン広告（3代目、中心のノズルから12トンの水が噴き出す噴水ネオン塔）を設置。
  - 10月20日 - 夜8時、フジテレビ系で当社一社提供アニメ『鉄人28号』放映開始。これに合わせ、鉄人28号関連商品も多数発売される。
  - 「グリココーン（現在：ジャイアントコーン）」、「バタープリッツ」を発売。
- 1966年（昭和41年） - 「ポッキー」を発売。
- 1970年（昭和45年） - タイ王国に現地法人「タイグリコ」を設立。
- 1972年（昭和47年）
  - 3月 - 創立50周年記念事業の一環として「江崎記念館」を設立。
  - 10月 - 毎日放送系テレビ番組「がっちり買いまショウ」の2代目提供スポンサーとなる。
  - 大阪・戎橋に巨大ネオン広告（4代目、陸上競技場のトラック部分が点滅するネオン塔）を設置（左上に｢一粒300メートル｣の文字に青色の背景のもの）。1992年のロゴ変更までのデザインは、このネオン塔の設置が最後となった。
- 1973年（昭和48年）- ファーストフードチェーン「グリコア」を展開開始[6][7]。
- 1978年（昭和53年） - 「パナップ」を発売。
- 1980年（昭和55年）2月2日 - 創業者の江崎利一が逝去。死因は悪性リンパ腫。
- 1982年（昭和57年） - ヨーロッパ現地法人「ジェネラルビスケット・グリコ・フランス」設立。「MIKADO」発売。
- 1984年（昭和59年）
  - 3月 - グリコ・森永事件が発生。社長が誘拐されただけでなく、同事件により多大な損失を出す。半年にわたり商品が店頭から消え、テレビCM（番組提供含む）も自粛。
  - 10月 - グリコ製品の包装システムが現在のものに変更される。
- 1985年（昭和60年） - セブンティーンアイスの自動販売機による展開を開始。高級アイス「エクセレントアイスクリーム」発売。
- 1986年（昭和61年） - 生物化学研究所を設立。アイス「アイスの実」、レトルトカレー「LEE」発売。
- 1987年（昭和62年） - 「キスミントガム」を発売。
- 1988年（昭和63年） - 兵庫県神戸市に工場型テーマパーク「グリコピア神戸」をオープン。
- 1989年（平成元年） - 「DONBURI（現在：DONBURI亭）」シリーズを発売（東京牛丼、横浜中華丼、京都親子丼の3種）。
- 1990年（平成2年）4月 - 大阪・花の万博に「ゴールデンパビリオン」を出展。
- 1992年（平成4年）4月 - 創業70周年を機に、新企業理念「おいしさと健康」、Glico スピリット「創る・楽しむ・わくわくさせる」を発表。併せてロゴマークを筆記体で表記する「glico」へ変更した（旧ロゴマークは、ゴシック体で「Glico」）。これをきっかけに、テレビCM、並びに提供クレジットの表示（これまでは「江崎グリコ」<江崎が通常のゴシック文字、グリコが商品ロゴにもなっている太めのブロック文字>も、このCIロゴに置き換えて使用するようになった。
- 1993年（平成5年） - 「グリコア」事業を終了しファーストフードから撤退[6][7]。Jリーグ・清水エスパルスのオフィシャルスポンサーとなる。
- 1995年（平成7年）
  - 1月17日 - 阪神・淡路大震災が発生。これにより大阪本社や大阪工場、グリコピア神戸が被災（一部で操業停止）。
  - 「熟カレー」を発売。
- 1996年（平成8年）
  - 1月21日 - 大阪・戎橋の巨大ネオン広告（4代目）を隣接するビルの改装工事に伴い撤去。
  - 公式ホームページ開設。
- 1998年（平成10年）7月6日 - 大阪・戎橋に巨大ネオン広告（5代目、描かれた空の色が時間とともに変化する）を設置。
- 1999年（平成11年） - 11月11日を「ポッキー&プリッツの日」に制定。これは1999年が平成11年で、「11年11月11日」と、1が並んだ状態を棒状である「ポッキー」と「プリッツ」に見立て制定したもので、日本記念日協会の認定も受けた。
- 2000年（平成12年） - 本社、全製造拠点でISO14001取得。
- 2001年（平成13年） - 乳幼児用粉乳・飲料製造販売のアイクレオを子会社化する。
- 2002年（平成14年）6月 - 2002 FIFAワールドカップ開催を記念し、戎橋のグリコ巨大ネオン看板がサッカー日本代表ユニフォーム仕様となる（大会終了後は通常仕様に復帰）。
- 2003年（平成15年）
  - 4月11日 - 大阪・戎橋のグリコ巨大ネオン看板が大阪市指定景観形成物に制定される。
  - 8月20日から11月4日まで、戎橋のグリコ巨大ネオン看板が阪神タイガースユニフォーム仕様となる（期間終了後は通常仕様に復帰）。
- 2004年（平成16年） - カレー「ZEPPIN」発売（CMには高橋克実を起用）。
- 2006年（平成18年） - 「オトナグリコ」を発売。
- 2010年（平成22年）12月 - 日本縦断グリコワゴンキャンペーン開始（ - 2011年2月）
- 2011年（平成23年）
  - キリンビバレッジとの間で業務提携を締結。一部の紙パック冷蔵商品（トロピカーナや午後の紅茶など）の販売業務を受託[9][10][11]。
  - 1月11日 - 関東グリコ株式会社（埼玉県北本市）を設立[12]。
  - 12月 - 子会社の武生グリコの工場（福井県武生市）を閉鎖[12]。
- 2012年（平成24年）
  - 3月 - 武生グリコを解散。以降、2012年5月までに東京グリコ（東京都大田区）、北海道グリコ（北海道恵庭市）の2社の工場を閉鎖。会社は解散し、関東グリコに集約する[12][13]。
  - 4月 - グリコ栄養食品株式会社の食品原料事業を分割し、グリコ栄養食品株式会社とグリコハム株式会社に会社分割。なお、グリコハムは2014年1月にエスフーズに売却された[14]。
  - 4月 - 埼玉県北本市にグリコマニュファクチャリングジャパン北本工場が完成し操業を開始[15]。関東では最大規模となる。
- 2014年（平成26年）
  - 8月17日 - 老朽化に伴うリニューアル工事の実施に伴い、戎橋の巨大ネオン広告の点灯を終了。
  - 8月25日 - 戎橋の巨大ネオン広告の工事現場に綾瀬はるかがデザインされた特別仕様の工事幕を設置。
  - 10月23日 - 大阪・戎橋の巨大ネオン広告の取り換え工事が終わり6代目が公開された。両手を上げて走っているデザインに変化はないが、ネオン管からLEDに交換され、プログラムによって背景などが変化する[16][17][18][19][20]
  - 12月8日 - 「アーモンド効果」がYahoo!検索大賞2014・飲料部門を受賞[21]。
- 2015年（平成27年）10月1日 - 完全子会社のグリコ乳業を吸収合併[22]。従来の菓子・食品事業に加え、乳製品も取り扱う総合食品メーカーとなる。
- 2018年（平成30年）10月 - グリピア神戸をリニューアルオープン。
- 2020年（令和2年）
  - 7月 - 各地域の生産関係会社をグリコマニュファクチャリングジャパンに吸収合併させ、一本化。
- 2022年（令和4年）2月 - 創業100周年。新CIを導入し、企業スローガンを「すこやかな毎日、ゆたかな人生」に変更された。
- 2024年（令和6年）4月5日 - 社内の基幹システムを切り替えたことにより[23]、4月3日以降にシステム障害が発生していることを公表[24]。4月14日より乳製品、洋生菓子、果汁飲料、清涼飲料などほぼ全ての冷蔵・チルド商品（前述のキリンビバレッジ製品販売業務受託分を含む）の出荷を停止[10][11][25]。4月18日に一旦再開したものの、すぐに再度出荷停止となった[26][27]。その後、6月25日より一部商品について順次出荷再開すると発表[28]。

## 歴代社長
江崎社長
- 江崎利一：1929年 - 1934年

グリコ社長
- 江崎利一：1934年 - 1943年

江崎グリコ社長
- 江崎利一：1943年 - 1949年

グリコ社長
- 江崎利一：1949年 - 1958年

江崎グリコ社長
- 江崎利一：1958年 - 1973年
- 大久保武夫：1973年 - 1982年
- 江崎勝久：1982年 - 2022年
- 江崎悦朗：2022年 -

## 商品一覧

### 菓子

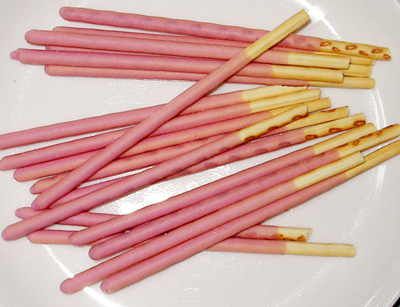
ポッキー
- プリッツ
- カプリコ

#### キャンデー・キャラメル
- グリコ
- アーモンドグリコ
- ポップキャン
- ツインポップ

終売した製品
- スカイミント
- アーモンドダン（アーモンドを一粒毎にキャンデーでコーティングした物）
- キャンレディー
- ぷるるんぱ（棒付きグミキャンデー）
- サンダーパンチ

#### チョコレート
- アーモンドチョコレート
- オトナグリコ
  - アーモンドプレミオ
  - マカダミアプレミオ
  - バンホーテン・ディアカカオ
  - バンホーテン・プライムガトー
- パキッツ
- GABA
- ペロティ（棒付き丸型チョコレート。漫画・アニメ作品とのタイアップで、チョコレートにキャラクターが印刷されている）[注釈 2][29]。
- ペロタン（ペロティと同様に、漫画キャラクターを印刷した棒付き丸型チョコレート）
- フレンドチョコ
- セシルチョコレートミルク
- ビッテ

終売した製品
- セシルチョコレート（現在はセシルチョコレートミルクとして販売）
- アロマーモ
- 焼きチョコ
- ラクール（夏期限定）
- カレノア
- ロボQいちごチョコ
- グリンコ学園（ライスチョコ、1983年（昭和58年））
- 高原牛乳チョコレート（1991年（平成3年））
- ビスキーボール
- チョコナッキー
- ツインアーモンドチョコレート
- ショコラトルテ
- ムースヘーゼルナッツ
- ウォーキーウォーキー
- ちょこ栗
- ちょこ抹茶
- ガチゴリ
- ポワン

#### クッキー・ビスケット
- コロン
- ビスコ
- キティランド
- フレンドベーカリー
- シャルウィ?
- パンキッシュ
- チョコワッフル

終売した製品
- パッセル
- ナッツ・イン
- ナッチェル
- ショートブレッド素直

（SUNAO）
- マリンバ
- 明るい農村(クッキー)

#### スナック
- コメッコ（ホタテ味が一番ポピュラーであり、その他自社のカレーのLEE味やチョコ味の「チョコメッコ」等も存在した。2011年に一旦ブランドを休止するが2012年7月より再開。再開に合わせて、自社製造から秋田いなふく米菓に製造が委託された）
- 濃厚おつまみスナック
  - チーザ
  - プッチーザ
  - クラッツ
- かるじゃが
- Ta Pasta

終売した製品
- パピー（男の子用・女の子用と2種類ある、おまけ付きのハート型コーンスナック）
- パフコーン
- フライドチキン（フライドチキンを模したスナック）
- 細焼きカリリ
- ベジーノ（近畿など一部地域限定で発売）

#### ガム
- POs-Ca（ポスカ）
- ポスカム（歯科医院向け）
- うらないっこフーセンガム

終売した製品
- スポロガム（“グリコ”のガム版ともいえおまけも付いていた）
- ギャグメイト（組み立て式のおまけ付きの、青リンゴ味のガム）
- キスミント
- SQUEEZE（スクイーズ）
- ウォータリングキスミント

#### 健康志向食品
- バランスオン
- 毎日果実
- おからだから
- こだわり工房
- 毎日ビテツ
- SUNAO

タブレット
- ブレオ

終売した製品
- サンドデリ

### 乳製品

#### アイス
コーン・モナカ
- ジャイアントコーン
- パリッテ
- コンフェ
- 半熟もなか
- 手づくり風ソフトコーン（バニラ）

カップ
- フロート
- スカイスクエア
- パナップ
- 牧場しぼり
- トロネーゼ
- スカイ（Sky）

バー
- キャデリーヌ
- 生チョコ工房

フリースタイル
- パピコ
- アイスの実
- プレミアージュ
- マキーテ
- 旨焼きサンド
- 堂々バニラ
- パティーナ（マルチパック）
- プレミオ（マルチパック）
- ミニセレ（現在は「スマイルプラス」として販売）
- カロリーコントロールアイス
- 17（セブンティーン）アイス （自販機専用）

その他
- カロリーコントロール和スイーツ（冷凍和菓子）

終売した製品
- アイスバー
- ジェットタイプグリココーン（ジャイアントコーンの原型）
- エクセレント（高級アイスクリーム）
- クルール
- アーモンドクラッシュボール
- あずき自慢
- タンクボーイ
- シャンテ
- ポップキャン
- ビスキーファイブ
- スムージー
- ポイカジ
- スイーツ・イン
- 和ごころ
- まゆたま
- 巻きスフレ
- ショコラトリュフ
- 花苺
- ザックス
- ザ・キャンデー
- Def
- スーパーエクセレントコーン
- パッフェルコーン（巻いて巻いて牧瀬里穂のCF）
- アイスドロップ
- ヤングフィット
- チョコボンバー
- 和風特選・洋風特選（標準小売価格700円の高級マルチパック）
- ふっくらブッセ←ブッセケーキの大幅リニューアル
- やわらかお餅←もちっこアイスの大幅リニューアル
- バニラin バニラ
- トークジョイ
- 坂道のチーズケーキ屋さん
- キャデル（フローズンヨーグルト・ちはるのCF&イメージソング）
- キッスコレクション（深津絵里CF、CFソングは尾崎亜美）
- チョコサクリコ
- ぴゅありー
- ジャイアントコーンスペシャル（150円のアップグレード版）
- 品質本位 アイスキャンデー
- 果実まるごと→くだもの大好き にリニューアル
- ヨーレル
- ダニーボーイ
- 街のショコラ倶楽部、南の果樹園、北の牧場
- 果実たっぷりデザートアイス
- ぷるるんゼリー
- パモナフルーツ
- プチまん堂
- BONBA（ボンバ）
- リンクル（マルチパック）
- つよいぞパピコ

#### 牛乳・乳飲料
高原特選牛乳シリーズ
- 蔵王高原特選牛乳
- 那須高原特選牛乳
- 信州高原特選牛乳
- 石見高原特選牛乳
- 阿蘇高原特選牛乳

カフェオーレシリーズ
- カフェオーレ・カフェオーレクリーム多め・カフェオーレ濃いめ[注釈 3]
- マイルドカフェオーレ

その他
- グリコ牛乳
- カルシウムの多いミルク
- カルシウムと鉄分の多いミルク
- カルシウムと鉄分の多い低脂肪ミルク
- 濃くておいしいミルク
- カルシウムと食物繊維の多いミルクココア味
- おいしいコーヒーミルク
- ドリップカフェ
- 抹茶オーレ
- いちごオーレ
- マイルドいちごオーレ
- マイルドフルーツオーレ
- プッチンプリンオーレ

#### ヨーグルト
朝食ヨーグルトシリーズ
- 朝食BifiXヨーグルト（プレーンのほか、脂肪0・ストロベリー・ブルーベリー・フルーツプルーン・アロエ・朝果実ミックス・白桃&ザクロ・香ばしきなこもある）
- 朝食BifiXのむヨーグルト
- 朝食BifiXのむビフィズス菌 脂肪ゼロ
- 朝食りんごヨーグルト
- 朝食みかんヨーグルト
- 朝食りんごヨーグルト＋洋なし
- 朝食りんごsmoothie
- 朝食みかんsmoothie
- 朝食ももミックスsmoothie

その他
- 高濃度ビフィズス菌飲料BifiX1000
- ヨーグルト健康
- おいしいカスピ海
- ドクターPiroヨーグルト

終売した製品
- カリフォルニアファームヨーグルト
- いちごキディ
- 10種の野菜とアロエのヨーグルト

### プリン・ゼリー
プッチンプリンシリーズ
- プッチンプリン
- Bigプッチンプリン
- ひとくちプッチンプリン
- 手づくりプッチンプリン
- 真っ黒Bigプッチンプリン
- ひとくちプッチンプリン　プチパンプキン

とろ〜りクリームonシリーズ
- とろ〜りクリームonプリン
- とろ〜りクリームonカフェゼリー

その他
- ドロリッチ
- カフェゼリー

### 飲料
100%ジュースシリーズ
- 赤りんご青りんご
- スイートオレンジ&温州みかん
- 野菜&くだもの
- りんごと秋果実ブレンド

その他
- アーモンド効果
- 野菜、足りてますか?
- カロリーOFF 15種野菜＆くだもの
- スポロンウォーター

終売した製品
- カプリソーネ
- グリコ・コーラ（缶入りコーラ、キャッチコピーは“クールのきいたコーラです！”）
- グリコ・パモナ（ミルクセーキ、パイン、ピーチ、の3種類あり）
- グリコ・アップ（炭酸入りのリンゴ・ジュース）

#### 幼児のみもの
- 幼児優良牛乳[注釈 4]
- 幼児りんご
- 幼児ぶどう
- 幼児おいしい果実のビタミンC
- 幼児野菜&フルーツ
- 幼児ミルクといちご
- 幼児1日分緑黄色野菜
- 幼児スポロン[注釈 5]

### 食品

#### ルウ
- ZEPPIN（カレー、シチュー、ハヤシ）
- クレアおばさんシリーズ（カレー、シチューなど）
- 2段熟（カレー、ハヤシ）
- 極カレー

終売した製品
- ワンタッチカレー（現在[いつ?]は「ぐりこ・や」及び公式ネットショップで復刻版を発売中{{「ワンタッチカレー」（1960年（昭和35年）発売当時）の復刻版には甘口と辛口の2種類がある。。}}
- ラ・ピュアレ
- カレーデラックスソフト (ペースト状のカレールー)

#### レトルトカレー
- LEE
- カレー職人
- ちょい食べシリーズ[30]

終売した製品
- 横濱カレーミュージアム 黒カレー
- 東京カレーラボ
- カレー熟成屋
- カレー芳醇屋
- カレー印度屋
- 17種野菜をとろ～り煮込んだビーフカレー
- 旨みカレー

#### スープ
- Soup Time
- おこげにプラス
  - はるさめ入りおこげのスープ
  - ワンタン入りおこげのスープ
- ほっとなパイスープ

終売した製品
- SOUP BAR

#### 丼・惣菜
丼系
- DONBURI亭
- どんぶり小町
- 逸品どんぶり

中華系
- HOT(菜)中華
- ごちそう中華

その他
- 炊き込み御膳
- お茶わん小町
- 鍋物屋さんシリーズ
- ごはんによくあうごちたま

終売した製品
- 弁当紀行（電子レンジで温めるだけで駅弁風の味わいが楽しめる米飯シリーズとして登場。しかしあまりヒットしなかった）

#### カップフード
- はるさめパスタ

#### 幼児食
- 1歳からの幼児食シリーズ
- 幼児食ぱくもぐBigシリーズ
- 幼児はじめてケア（タブレッット）

##### 乳児用調整粉乳
- アイクレオバランスミルク
- アイクレオフォローアップミルク
- アイクレオ低出生体重児用ミルク

##### 乳児用液体ミルク
- アイクレオ赤ちゃんミルク - 国産初の製品

#### 終売した食品
- めんどき（生ラーメン）
- 知床しぶき（ふりかけ）

### 健康食品
- ブレオZ
- ころあい（せんべい）
- たんぱく調整
- 黒酢20（飲料）
- パワープロダクション（スポーツ食品）
- エニマクリン（検査食）
- ポリエクトミール
- αGヘスペリジン

終売した製品
- おつうさん
- fweeks

### キャラクター商品
- サンデーVSマガジン[注釈 2][29]
- ディズニーキャラクター
- スーパーマリオブラザーズ
- ハローキティ
- ウルトラシリーズ[注釈 6]

過去
- 鉄人28号
- 遊星少年パピイ
- ドラえもん
- ベルサイユのばら[注釈 6]
- Dr.スランプアラレちゃん
- 変身ヒーロースナック（1970年代の東映制作の特撮作品のカード付きスナック。）

など

## 地域限定商品
- ジャイアントプリッツ
- ジャイアントポッキー
- ちっちゃなプリッツ
- グリコJA牛乳さが生まれ（九州地区）
- 九州の大地（九州地区）

ほか

## CMイメージキャラクター

### 現在
（2025年現在）

#### 女性
- 有村架純：ポッキー
- 芦田愛菜：パナップ
- 足立梨花：じゃんけんグリコ 2020
- 綾瀬はるか：ジャイアントコーン、Bifixヨーグルト、じゃんけんグリコ 2020（過去：素材派プリッツ）
- 杏：ビスコ（過去：ウォーターリングキスミントガム）
- 佐久間由衣：ポッキー
- 佐野ひなこ：じゃんけんグリコ 2020
- 関水渚：じゃんけんグリコ 2020
- 高畑充希：プリッツ、リベラ、じゃんけんグリコ 2020（過去：牧場しぼり）
- 蒼井優：カフェオーレ
- 戸田恵梨香：SUNAO
- 松嶋菜々子 - オトナグリコ・アーモンドプレミオ、アーモンド効果
- 松島花：アーモンド効果（過去：ブレオ、SUNAO）
- 吉岡里帆：パピコ
- 吉高由里子：アイスの実（過去：パナップ、チーザ）

#### 男性
- 池松壮亮：じゃんけんグリコ 2020
- 井上祐貴：じゃんけんグリコ 2020
- 大貫勇輔：じゃんけんグリコ 2020
- 妻夫木聡：企業CM、じゃんけんグリコ 2020（過去：オトナグリコ・アーモンドプレミオ、ポッキー）
- 藤原竜也：じゃんけんグリコ 2020
- 松山ケンイチ：じゃんけんグリコ 2020
- Toshl：プッチンプリン（Web）

#### グループ
- ロバート：カプリコ

### 過去
（五十音順、×は故人）

#### 女性
- aiko - カフェオーレ
- 相武紗季 - ジャイアントコーン、パピコ、ほわわ、ビスコ
- 青田浩子 - パピコ
- 浅井江理名 - 焼チョコ?、コロン
- 新垣結衣 - ポッキー、ポッキー極細
- 石井萌々果 - 2段熟カレー
- 一色紗英 - プリッツ
- 石田ひかり - ザ・アーモンド
- 伊藤美紀 - アイスバー
- 井上真央 - アイスの実
- 石原さとみ - 牧場しぼり、ポッキーシリーズ、パナップ、DONBURI亭
- 今村雅美 - （ポッキー四姉妹）ポッキーシリーズ
- IMALU - ポッキー
- 入山法子 - ブレオ
- 岩崎宏美 - スカイミント
- 魚谷佳苗 - ブレオ
- 梅澤レナ - ブレオ
- 太田莉菜 - ウォーターリングキスミントガム
- 大塚寧々 - オトナグリコ・アーモンドピーク
- 大橋マキ - ZEPPIN
- 岡崎裕子（陶芸家） - ZEPPIN
- 岡田奈々 - アーモンドチョコレート、ポッキー
- 岡田有希子× - セシルチョコレート、カフェゼリー
- 岡本奈月 - ザックス
- 岡本舞子 - キティランド
- 奥菜恵 - ポッキー、絹練り
- 奥山佳恵 - 高原牛乳チョコレート
- 小沢なつき - パナップ
- 小沢真珠 - トマトプリッツ
- 尾野真千子 - アーモンドピーク
- 香川絵馬 - Pが導くコラーゲン
- 片瀬那奈 - トマトプリッツ
- 加藤あい - ハンディシェイク
- かとうかず子 - カフェゼリー
- 加藤紀子 - ポッキー（牧瀬里穂と共演）
- 加藤ローサ - パナップ
- 伽奈 - ウォーターリングキスミントガム
- 兼田カロリナ - ブレオ
- 上良早紀 - つぶつぶいちごポッキー
- カリン・チュ - ムースポッキー
- 川島海荷 - プリッツ
- 神田沙也加× - アイスの実、ジャイアントカプリコ、パナップ、熟カレー（松田聖子と母娘で共演）
- 菊池桃子 - ポッキー
- 北川景子 - ブレオ、パリッテ
- 北村優子 - アーモンドグリコ
- 吉瀬美智子 - プレミアム熟カレー、チーザ
- 吉川友 - カフェオーレ
- 木村多江 - 和ごころ、オトナグリコ・アーモンドピーク
- きゃりーぱみゅぱみゅ - アイスの実、プッチンプリン、ブレオ
- 忽那汐里 - ポッキー
- 熊沢千絵 - アロマーモ
- 栗山千明 - 和ごころ
- 桑田靖子 - マリンバ
- 小泉今日子 - アーモンド&セシルチョコレート、プリッツ、花のバレンタイン
- 小林カツ代× - 熟カレー
- 酒井法子 - チョコボンバー、キティランド、キャンレディー、こつぶキャンレディー、ジャイアントコーン
- 坂上香織 - プリッツ、あずき自慢
- 榊原郁恵 - アーモンドチョコレート、プリッツ、コメッコ、プチパイ、フロート、カリッポ、パティーナ、ワンタッチカレー
- ざわちん - ブレオ
- 桜井幸子 - シャンテ、パナップ、ロールコーン、ニューアイスの実、ジャイアントコーン、アーモンドチョコ
- 桜田淳子 - コメッコ、知床しぶき（新沼謙治と共演）、しぐれ
- 佐藤ありさ - パリッテ
- 佐藤もみじ - カフェオーレ、SUNAO
- 椎名林檎 - ウォーターリングキスミントガム（東京事変メンバーで、CM曲も担当）[注釈 7]
- シシド・カフカ - プリッツ
- 篠原涼子 - プリッツ
- 柴咲コウ - ポッキー、POS-CA
- 清水美沙 - パレーラ、（ポッキー四姉妹）ポッキーシリーズ
- 白間美瑠（NMB48） - カプリコ（ロバートと共演）
- 杉浦幸 - カフェゼリー
- 杉山ハリー - ブレオ
- 須藤理彩 - カフェオーレ
- 平富恵（スペイン舞踊家） - ZEPPIN
- 高橋マリ子 - ウォーターリングキスミントガム
- 高橋玲奈 - Bigプッチンプリン
- 武井咲 - カフェオーレ
- 田中麗奈 - ポッキー、プリッツ
- 田中陽子 - アイスの実
- 田中裕子 - アフロス
- 玉城ちはる - ビスコ
- 千紗（girl next door）- アイスの実
- 寺田理恵子 - 熟カレー
- 常盤貴子 - パレーラ、ポッキー、ジャイアントコーン、牧場しぼり
- トリンドル玲奈 - カフェオーレ
- 豊田エリー - カロリーコントロールアイス
- 中江有里 - （ポッキー四姉妹）ポッキーシリーズ
- 仲間由紀恵 - バンホーテンチョコレート、ポッキーシリーズ、リバース、パナップ、ジャイアントコーン
- 菜々緒 - プリッツ
- 長谷川京子 - ポスカム、ショコラトルテ
- 原裕美子 - ブレオ
- 原日出子 - ZEPPIN（渡辺裕之と夫婦で共演）
- 比企理恵 - パナップ
- hitomi - カロリーコントロールアイス
- 樋場早紀 - ブレオ
- 姫乃樹リカ - ジャイアントコーン
- 平岩紙 - チーザ
- 広瀬アリス - 朝食りんごヨーグルト
- 深田恭子 - ドロリッチ、ビスコ、じゃんけんグリコ2020
- 深津絵里 - トマトプリッツ
- 吹石一恵 - パピコ
- 福田明子 - ブレオ
- 福原美穂 - ポッキー
- 藤沢あぐり - ブレオ
- 藤本美貴 - パナップ
- 辺見マリ - プリッツ、コロン、コメッコ
- 堀ちえみ - キャンレディー、花のバレンタイン、セシルチョコレート、コメッコ、つぶつぶコメッコ（小堺一機と共演）、ジャイアントコーン（ジャイアント馬場と共演）
- 本田美奈子.× - ポッキー、アーモンドチョコレート、ハイブレンド、キャデリーヌ（単独と南野陽子との共演がある）
- 牧瀬里穂 - パナップ、セブンティーンアイス、（ポッキー四姉妹）ポッキーシリーズ
- 益若つばさ - ポッキー
- 真野あずさ - ディオーネ
- 松浦亜弥 - プリッツ、ポッキー、パピコ
- 松田聖子 - アーモンドチョコレート&セシルチョコレート（田原俊彦と共演）、熟カレー、カプリソーネ、ポッキー、キャデリーヌ 他
- 水野真紀 - トマトプリッツ
- 緑友利恵 - まゆたま
- 南沙良 - ポッキー
- 南野陽子 - セシルチョコレート、ポッキー、セブンティーンアイス、愛すグルメ、アーモンドチョコレート、ハイブレンド、キャデリーヌ（本田美奈子. と共演）他
- 三浦りさ子 - カリフォルニアファームヨーグルト
- 宮崎あおい - Def、朝食りんごヨーグルト
- 宮沢りえ - オトナグリコシリーズ（過去:25年後のキティちゃん役）[注釈 8]、ポッキー
- 室井滋 - 2段熟カレー
- 桃生亜希子 - ブレオ
- 森貴美子 - ブレオ
- 森口博子 - キスミントガム
- 森高千里 - ポッキーシリーズ
- 薬師丸ひろ子 - サワーコロン
- 安田成美 - 熟カレー
- 山口尚美 - ブレオ
- 山口百恵 - セシルチョコレート
- 山口リエラ - アイスの実
- 山崎紘菜 - カフェオーレ
- 山田邦子 - Hiスカッシュ（石黒賢と共演）
- 山田まりや - パピコ
- 山田優 - モナカアイス「ザックス」、朝食りんごヨーグルト
- 山本リンダ - ロールコロン
- 優香 - パピコ、神戸ショコラ（過去：ジャイアントコーン、ポイカジ、マカダミアチョコレート）
- 吉川ひなの - ポッキー、果実まるごと、小絹
- 芳本美代子 - クリームコロン、アイスの実、パナップ、サンカッキー
- りょう - ビスコ
- 和久井映見 - トマトプリッツ、ピーナツ・チョコナック

#### 男性
- 浅野忠信 - オトナグリコ[注釈 9]、スクィーズガム
- 芦屋雁之助× - ジャイアントコーン
- 新井浩文 - チーザ
- 安藤政信 - ポッキー
- 石黒賢 - Hiスカッシュ（山田邦子と共演）
- 市村正親 - カフェゼリー
- 芋洗坂係長 - プリッツ
- 岩城憲 - アーモンドチョコレート（南野陽子と共演）
- 宇梶剛士 - クラッツ
- 内田篤人 - ビッテ
- 瑛太 - オトナグリコ[注釈 10]
- 大泉洋 - POS-CA、DONBURI亭
- 大倉孝二 - ポッキー
- 大杉漣× - メンズポッキー
- 太田幸司 - アーモンドチョコレート
- 大畑大介 - ZEPPIN
- 大森南朋 - クラッツ、カプリコ
- 岡田准一 -（V6）ポスカム、パピコ
- 岡田将生 - メンズポッキー
- おかけんた・ゆうた - 細焼きえびせん・細焼きじゃこせん
- 奥田瑛二 - サワーコロン（薬師丸ひろ子と共演）
- 小栗旬 - オトナグリコ[注釈 11]、ウォーキーウォーキー、チーザ、プリッツ
- 加瀬亮 - オトナグリコ・アーモンドプレミオ（25年後のニャンまげくん役。宮沢りえと共演）
- 神木隆之介 - ホーバル
- 上地雄輔 - 素材派プリッツ
- 北原雅彦（東京スカパラダイスオーケストラ） - ZEPPIN
- 吉川晃司 - カリフォルニアバー
- 郷ひろみ - アーモンドチョコレート
- 国分太一 - プリッツシリーズ
- 小堺一機 - つぶつぶコメッコ、パフコーン、フライドチキン（堀ちえみと共演）、ギャグンシー、ギャグメイト、明るい農村、ジャイアントコーン
- 佐藤祐介 - アーモンドグリコ
- 佐藤琢磨 - ポスカ（ナレーションのみ）
- 椎名桔平 - ポッキー
- 志垣太郎× - アーモンドチョコレート
- ジェリー藤尾× - ワンタッチカレー（一家で出演）
- ジャイアント馬場× - ジャイアントコーン、ジャイアントカプリコ
- 照英 - クラッツ
- 笑福亭鶴瓶 - 熟カレー、パナップ
- スキャットマン・ジョン× - プッチンプリン
- 須藤元気 - ウォータリングキスミントガム
- 反町隆史 - アーモンドチョコレート、LEE
- DAIGO - 牧場しぼり、プリッツ
- 高橋克実 - ZEPPIN
- TAKAHIRO - 牧場しぼり
- 宅麻伸 - アフロス
- 田原俊彦 - アーモンドチョコレート&セシルチョコレート（松田聖子と共演）
- 玉山鉄二 - ザックス
- 千葉雄大 - カフェオーレ
- 寺田心 - 牧場しぼり
- 戸田和幸 - ポッキーG
- 鳥羽潤 - ポッキー&メンズポッキー、ジャイアントコーン
- 中村雅俊 - ワンタッチカレー
- 新沼謙治 - ワンタッチカレー、知床しぶき（桜田淳子と共演）
- 二宮和也 - （嵐）ポッキー
- 温水洋一 - プリッツ
- 博多大吉 - チーザ
- バカリズム - 神戸ショコラ
- 萩本欽一 - 企業CM（1984年、60秒）[注釈 12]
- パックン - パピコ
- 原田龍二 - アーモンドチョコ
- 東出昌大 - ブレオ
- 福澤朗 - パピコ
- 福山雅治 - アーモンドプレミオ
- 前川清 - ワンタッチカレー、知床しぶき
- 柾木玲弥 - アーモンド効果（web）
- 松本人志 - クラッツ
- 三浦友和 - セシルチョコレート、アーモンドチョコレート
- みやぞん（ANZEN漫才） - GABA
- 武藤敬司 - パワープロダクション（プロテイン）
- 森脇健児 - ジャイアントポッキー
- 山下智久 - プリッツ
- 吉田栄作 - ポッキー、ツインアーモンドチョコレート
- 吉田鋼太郎 - バンホーテンチョコレート
- ルー大柴 - 2段熟カレー
- 若林正恭 - カフェオーレ（Web）
- 渡辺徹× - アーモンド チョコレート（小泉今日子と共演）
- 渡辺裕之× - ZEPPIN（原日出子と夫婦で共演）

#### グループ
- EARTH - アイスの実
- アイドリング!!! - ジャイアントカプリコ
- 赤い鳥 - プリッツ
- YMO (Yellow Magic Orchestra) - ポッキー
- いきものがかり - 2009年（平成21年）ポッキー&プリッツの日
- イモ欽トリオ（山口良一・長江健次・西山浩司）- パッセル、ライセンスカードフーセンガム
- ウルフルズ - ポスカム
- AKB48 - アイスの実、パピコ
- Apeace - ビッテ
- オセロ - ポッキーデコレ
- 男闘呼組 - アーモンドチョコレート
- 亀渕友香×&VOJA - プッチンプリン
- Kis-My-Ft2 - ウォータリングキスミントガム
- キマグレン - カフェオーレ
- 三代目J Soul Brothers from EXILE TRIBE - ポッキー
- 少女隊 - マリンバ
- ずうとるび - スカイミント
- TEAM NACS - DONBURI亭、中華おこげのスープ
- チェッカーズ - アーモンドチョコレート
- チューリップ - アーモンドチョコレート・フライ
- 東京パフォーマンスドール - プリッツ
- 東方神起 - 牧場しぼり
- TOKIO - アーモンドクラッシュボール、パピコ
- DOES - ポッキー
- ピンク・レディー - ラブリーチョコ、アーモンドダン
- FLIP-FLAP - プリッツ、トマトプリッツ
- ポピンズ（金子恵美・芳賀絵美子） - ピザプリッツ、トマトプリッツ
- モーニング娘。 - ポッキーシリーズ
  - ミニモニ。 - ベジーノ（一部地域限定）
- ゆーとぴあ - スポロフーセンガム、カプリソーネ（松田聖子と共演）
- よゐこ - ジャイアントコーン

など

## グリコグループ
江崎グリコの傘下には以下の企業が存在し、全体で「グリコグループ」と称される。
現在
- グリコ栄養食品：旧グリコ栄養食品より食品原料部門を分社化
- 東北フローズン株式会社[31]
- 関西フローズン株式会社[32]

過去
- グリコハム：ハム・ソーセージの製造販売。2014年1月にエスフーズの子会社となり、8月にフードリエに商号変更した。
- グリコ乳業 (旧グリコ協同乳業)：牛乳、飲料等の製造販売。2015年10月1日に江崎グリコが吸収合併した。
- グリコア：1973年から1993年まで、子会社の株式会社グリコアが事業展開していたファーストフードチェーン[6][7]。

### 生産関係会社
現在
- グリコマニュファクチャリングジャパン

過去
- 九州グリコ：創業者である江崎利一の出身地である佐賀市にて、菓子の製造を行っていた。生産体制の見直しに伴い、2018年12月に工場を閉鎖し、2019年1月に解散。
- グリコアイクレオ：育児用調整粉乳、妊産婦向きサプリメントなどの製造。販売部門は2019年1月1日に江崎グリコへ移管。2020年7月1日にグリコマニュファクチャリングジャパンが吸収合併した。

### その他の子会社
- 江栄情報システム株式会社

### 日本国外への事業展開
- タイグリコ（ タイ）：1970年設立、日本国外初のグリコ現地法人
- ジェネラルビスケット グリコ フランス（ フランス）：ポッキーの欧州版「MIKADO」を製造販売
- 上海江崎格力高食品有限公司（ 中国 上海市）
- 米国江崎グリコ（ アメリカ合衆国）
  - チョー・ベンチャーズ・インク（TCHO）
- グリコカナダ（ カナダ）
- グリコヘテ（ 韓国）：ヘテとの合弁
- グリコインドネシア（ インドネシア）

### イメージキャラクター
1. 「ポッキー」の擬人化として「恋人はポッキー‐Love with Pockey‐」を2017年12月26日からの半年間、キャンペーンを実施。登場キャラクターとして、赤澤幸一郎（声：内田雄馬）、京極次彦（声：櫻井孝宏）、白山波（声：諏訪部順一）、古市こころ（声：梶裕貴）、門戸香平（声：江口拓也）が登場。
2. 2019年12月2日に、「ビスコ」のクリスマスウェブムービーとして「ビスコ ひみつのサンタ会トーク」が公開される。声優は櫻井孝宏、花江夏樹、小野大輔。

## テレビ番組
- 日経スペシャル ガイアの夜明け 中国シリーズ第1弾 日本の"食"がやって来た!（2002年4月28日、テレビ東京）[33] - 江崎グリコとキッコーマンを取材。
- 日経スペシャル カンブリア宮殿 お菓子で人を笑顔にさせる国民的ロングセラー商品を次々生み出すグリコ　ヒットの法則!（2013年4月11日、テレビ東京）[34]。

## スポンサー番組
太字は一社提供番組。

### 現在
（2024年（令和6年）現在）

#### テレビ
（関東地区を基準）
日本テレビ・読売テレビ系列
- 踊る!さんま御殿!![注釈 13]
- THE MUSIC DAY

TBS・MBS系
- マツコの知らない世界

フジテレビ・関西テレビ系列
- FNSの日（1995年・2005年 - ）
- 土曜はナニする!?（2022年夏）

テレビ朝日・ABC系列
該当番組なし
テレビ東京・テレビ大阪系列
該当番組なし

#### ラジオ
JFN系列
- やまだひさしのラジアンリミテッドF（番組コーナー「Pocky 放課後のMUSIC ROOM」のみ）
- Glico presents THE BACK HORN 松田晋二の夜更けの囁き（Date fm)[35]

JRN系列
- 爆笑問題の日曜サンデー（番組コーナー「ごちそうサンデー」のみ）

### 過去の提供番組
（関東地区を基準。★は番組自体現在も継続中）

## 主な協賛
- 清水エスパルス（Jリーグ。ユニフォームスポンサーの一つ）
- 佐藤琢磨（レーシングドライバー）
- ビルボードライブ
- 宝塚歌劇（宝塚大劇場における全公演に協賛）
- 劇団四季ミュージカル「ウィキッド」（大阪公演に協賛）
- eo Music Try（関西最大級の音楽コンテスト）
- GSGP PROJECT（関西地区で展開される音楽プロジェクト）
- オープンマスターズカート（若手ドライバーの登竜門レース）
- 阪神甲子園球場（2005年以後2016年まで、バックスクリーンとバックネット裏の広告看板を提供）

など
過去
- 国際花と緑の博覧会（1990年（平成2年）に大阪で開催された博覧会（通称：花の万博）。「ゴールデンパビリオン」を出展していたほか、期間中グリコ製品のパッケージに花の万博の広告を掲載していた）
- TEAM NACS ふるさと公演「HONOR〜守り続けた痛みと共に」（2007年）

## グリコピア
工場見学をしながら、お菓子の世界を「見る・知る・学ぶ」ことを目的に建てられた施設。ともに工場（ファクトリー）に隣接している。ともに見学所要時間は約70分で、神戸は電話のみ、イーストは電話もしくはインターネットによる予約が可能。休館日はともに金曜日、年末年始、お盆休みである。
- グリコピア神戸

正式名称は「お菓子の工園 グリコピア神戸」。　1988年、神戸市西区に完成した神戸ファクトリー内にオープン。1階がオリエンテーションホール、3階に「3Dシアター」や「チョコレートハウス」、「商品ギャラリー」を設け、2階と4階がポッキーとプリッツの工場見学コースとなっている。案内時間は1日6回。
- グリコピア・イースト

正式名称は「わくわくファクトリー グリコピア・イースト」。2012年4月に埼玉県北本市で操業を開始した北本ファクトリー内に同年10月オープン。1階には「カレッジホール」「グリコタウン」「フォトスタジオゾーン」が設置される。3階にはポッキーの製造工程の一部を見学できる「ポッキーストリート」と「スタジアムホール」、オリジナルポッキー（夏期はプリッツ）が製作できる「ミニファクトリー」があり、6階にはプリッツとポッキーの製造工程を見学できる「プリッツストリート」が設置される。案内時間は1日4回。

## グリコワゴン
2010年（平成22年）12月4日から2011年（平成23年）2月までの2か月にわたり、日本全国を縦断し「おいしさと笑顔」を届けるキャンペーン「日本縦断 グリコワゴン」が展開された。北海道からスタートし、沖縄県まで全国47都道府県を赤色のワンボックスカーで縦断して行われた。ナビゲーターはお笑い芸人のつぶやきシローが務め、タレント10人が全国各地へ応援に駆け付けた。また、各地でテレビCMの撮影も行われた。2011年（平成23年）2月8日、最終目的地の沖縄本島にゴールし、47都道府県制覇を達成した。期間中のグリコワゴンの全走行距離は延べ9356.6 km になる。
その後、グリコワゴンのダイキャストミニカー（トミカ）が東京・大阪の「ぐりこ・や」限定で発売され、2021年1月からはレギュラートミカとして発売されている。
2023年（令和5年）3月30日に2代目グリコワゴンが東京都内で公開された。デザインは全国の子ども達から募り、全189件の応募作品をもとに仕上げたものとなっている。車両の屋根には同社の菓子製品をイメージしたオブジェクトがある。本田技研工業及びシバックスと共同製作し、それに伴いベース車両はステップワゴン e:HEV AIRへ変更された。なお先述の初代グリコワゴンの走行距離は10万kmを超えたという。

### 参加タレント
主にホリプロ所属のタレントが参加した。
ナビゲーター（運転手）
- つぶやきシロー

女性
- 綾瀬はるか、石原さとみ、大野いと、榊原郁恵、深田恭子[注釈 29]

男性
- 石井正則（アリtoキリギリス）、大野拓朗、藤原竜也、船越英一郎、松山ケンイチ

テーマソング
- かりゆし58（※グリコワゴンのゴール地である沖縄県出身のバンド）「風のように」

## みんなに笑顔を届けたい。
2011年（平成23年）3月11日に発生した東日本大震災からの復興をテーマとして、展開しているキャンペーン。前述の大阪・道頓堀のネオンサイン・阪神甲子園球場の同社広告などに、本スローガンが併記されている。ほか、多くのアーティストと他商品CMに出演している女優を起用し、一つの歌を歌うと言う内容の企業イメージCMが放映されている。最後に前述のグリコワゴンが映る。なお、これ以降も日本各地の大規模災害の被災地などを巡回するキャンペーンを実施している。
第1弾
2011年 7月より放送。
- 出演：川島海荷（9nine、プリッツCM）、斉藤和義、吉村由美（PUFFY）、スチャダラパー、つじあやの、泉谷しげる、浜崎貴司、ハナレグミ、EGO-WRAPPIN'、HALCALI、栗原務
- 歌唱曲：「ドレミの歌」

第2弾
2012年 2月より放送。タイトルは「みんなに笑顔を届けたい。冬篇」
- 出演：吉高由里子（パナップCM）、山崎まさよし、TERU（GLAY）、持田香織（Every Little Thing）、ムッシュかまやつ、原田郁子（クラムボン）、レキシ、u-zhaan、POLYSICS、HARCO、鈴木正人（LITTLE CREATURES）、熊谷和徳
- 歌唱曲：「ピクニック (童謡)」萩原英一（1）、大宮エリー（2）作詞、曲はイギリス民謡

## 書籍

### 関連書籍
- 『経営の天才 江崎グリコのすごさ』（著者:橋爪金吉）（1984年10月1日、中経出版）ISBN 9784806102021
- 『企業脅迫！ グリコ・森永事件の構図』（著者:小田桐誠）（1992年2月29日、社会思想社）ISBN 9784390603546
- 『グリコのおまけ』（著者:筑摩書房）（1992年11月11日、筑摩書房）ISBN 9784480872104
- 『グリコ・森永事件』（著者:朝日新聞大阪社会部）（2004年3月5日、新風舎文庫）ISBN 9784797492811
- 『グリコのおもちゃ図鑑 「おまけ」で読み解く昭和、平成経済史』（著者:森永卓郎）（2013年7月31日、プレジデント社）ISBN 9784833420556